# Zealandicesa fascipennis
Zealandicesa fascipennis är en tvåvingeart som beskrevs av Sinclair 1997. Zealandicesa fascipennis ingår i släktet Zealandicesa och familjen Brachystomatidae. Inga underarter finns listade i Catalogue of Life.